# Route 18 (Alberta)
Pour les articles homonymes, voir Route 18.
La Route 18 est une route de près de 161 kilomètres (100 mi) en Alberta. Elle s'étend de la route 43, dans le hameau de Green Court, jusqu'à la route 63 à l'est du hameau de Thorhild, en passant par les municipalités de Barrhead et de Westlock.

## Description du tracé
La route 18 débute au nord-ouest de la municipalité de Mayerthorpe à la jonction avec la route 43 dans le hameau de Green Court. Elle se dirige vers l'est sur 8 km (5 mi), rencontre le terminus nord de la route 22 et atteint la route 757. Elle bifurque vers le nord sur quelques kilomètres puis bifurque à nouveau vers l'est jusqu'à la route 764, où elle reprend la direction nord.
Le tracé de la route longe le Parc provincial de Thunder Lake par le nord. En atteignant la route 763, la route 18 tourne vers l'est dans la municipalité de Barrhead où elle rencontre la route 33. Les deux routes forment un multiplex vers le nord sur environ 5 km (3 mi) jusqu'à une intersection au nord de la ville. Là, la route 18 bifurque vers l'est. Elle rencontre la route 769, la route 776, traverse la rivière Pembina, croise la route 777 et atteint Westlock.
À Westlock, la route 18 croise la route 44 et se poursuit vers l'est. À Clyde, elle forme un court multiplex avec la route 2 et se continue vers l'est. Elle se poursuit dans la même direction et atteint finalement Thorhild, où elle croise la route 827. Peu après, à l'est du hameau, elle prend fin alors qu'elle rencontre la route 63. Son trajet se poursuit vers l'est comme route 656.

## Intersections majeures
| Municipalité rurale / spécialisée             | Ville       | km                             | Destinations                                                    | Notes                                    |
| --------------------------------------------- | ----------- | ------------------------------ | --------------------------------------------------------------- | ---------------------------------------- |
| Comté de Lac Sainte-Anne                      | Green Court | 0,00                           | AB-43 – Whitecourt, Grande Prairie, Edmonton                    |                                          |
| Comté de Lac Sainte-Anne                      |             | 6,60                           | AB-22 sud – Mayerthorpe                                         | Terminus nord de l'AB-22                 |
| Comté de Lac Sainte-Anne                      | 22,70       | AB-757 sud – Sangudo           | Terminus nord de l'AB-757                                       |                                          |
| Comté de Barrhead No 11                       |             | 43,70                          | AB-764 sud – Cherhill                                           | Terminus nord de l'AB-764                |
| Comté de Barrhead No 11                       | Campsie     | 47,70                          | AB-763 nord – Fort Assiniboine, Parc provincial de Thunder Lake | Terminus sud de l'AB-763                 |
| Comté de Barrhead No 11                       | Barrhead    | 65,60                          | AB-33 sud (49 Street) – Gunn, Edmonton                          | Terminus ouest du multiplex avec l'AB-33 |
| Comté de Barrhead No 11                       |             | 68,90                          | AB-33 nord – Swan Hills                                         | Terminus est du multiplex avec l'AB-33   |
| Comté de Barrhead No 11                       | 70,50       | AB-769 nord – Neerlandia, Vega | Terminus sud de l'AB-769                                        |                                          |
| Comté de Westlock                             |             | 85,90                          | AB-776 nord                                                     | Terminus sud de l'AB-776                 |
| Comté de Westlock                             | 89,90       | Traverse la rivière Pembina    | Traverse la rivière Pembina                                     |                                          |
| Comté de Westlock                             | 91,40       | AB-777 sud – Highridge         |                                                                 |                                          |
| Comté de Westlock                             | Westlock    | 106,30                         | AB-44 (104 Avenue) – Slave Lake, High Prairie, Edmonton         |                                          |
| Comté de Westlock                             |             | 117,70                         | AB-2 sud – Edmonton                                             | Terminus ouest du multiplex avec l'AB-2  |
| Comté de Westlock                             | Clyde       | 119,40                         | AB-2 nord – Athabasca                                           | Terminus est du multiplex avec l'AB-2    |
| Comté de Thorhild                             | Thorhild    | 154,30                         | AB-827 (2nd Street)                                             |                                          |
| Comté de Thorhild                             |             | 160,80                         | AB-63 – Lac la Biche, Fort McMurray, Edmonton                   |                                          |
| Comté de Thorhild                             | AB-656 est  | 160,80                         | L'AB-18 est devient l'AB-656 est                                |                                          |
| - Terminus de multiplex - Transition de route |             |                                |                                                                 |                                          |